# 22e corps d'armée (Allemagne)
Pour les articles homonymes, voir 22e corps d'armée.
Le 22e corps d'armée (motorisé) (en allemand : XXII. Armeekorps (motorisiert)) était un corps d'armée de l'armée de terre allemande, la Heer, au sein de la Wehrmacht pendant la Seconde Guerre mondiale.

## Hiérarchie des unités
| Nom          | Nbre d'hommes       | Unités subalternes                | Grade de commandement                 |
| ------------ | ------------------- | --------------------------------- | ------------------------------------- |
| Heeresgruppe | + 300 000           | 2 à + Armeen (Armées)             | Generaloberst ou Generalfeldmarschall |
| Armee        | + 100 000 - 300 000 | 2 à + Armeekorps (Corps d'armées) | General ou Generaloberst              |
| Armeekorps   | + 30 000 - 80 000   | 2 à + Divisionen (Division)       | Generalleutnant ou General            |
| Division     | + 10 000 – 20 000   | 2 à 6 Brigaden (Brigade)          | Generalmajor ou Generalleutnant       |
| Brigade      | + 3 000 – 5 000     | jusqu'à 3 Regimentern (Régiment)  | Oberst ou Generalmajor                |

## Historique
Le XXII. Armeekorps (motorisiert) est formé le 26 août 1939 dans le Wehrkreis X.

Le 5 mars 1940, il est renommé Panzergruppe von Kleist. 

Le 12 juillet 1940, il est renommé Generalkommando XXII. Armeekorps (motorisiert).
Le 16 novembre 1940, il est mis à jour pour devenir le Panzergruppe 1.

## Organisation

### Commandants successifs
| Date                            | Grade         | Commandant       |
| ------------------------------- | ------------- | ---------------- |
| 26 août 1939 - 16 novembre 1940 | Generaloberst | Ewald von Kleist |

### Chef des Generalstabes
| Date                            | Grade       | Commandant    |
| ------------------------------- | ----------- | ------------- |
| 26 août 1939 - 16 novembre 1940 | Oberst i.G. | Kurt Zeitzler |

### 1. Generalstabsoffizier (Ia)
| Date                               | Grade               | Commandant              |
| ---------------------------------- | ------------------- | ----------------------- |
| ? 1939 - 1er décembre 1939         | Oberstleutnant i.G. | Otto Schwarz            |
| 1er décembre 1939 - Septembre 1940 | Oberstleutnant i.G. | Ernst-Anton von Krosigk |
| Septembre 1940 - Novembre 1940     | Major i.G.          | Ernst Stübichen         |

## Théâtres d'opérations
- Pologne : Septembre 1939 - Octobre 1939
- Allemagne : Octobre 1939 - Mai 1940
- France : Mai 1940 - Juillet 1940
- Allemagne : Juillet 1940 - Novembre 1940

## Ordre de batailles

### Rattachement d'Armées
| Date        | Armée             | Groupe d'Armées  |
| ----------- | ----------------- | ---------------- |
| 1939        |                   |                  |
| 26 août     | 8. Armee          | Heeresgruppe Süd |
| 29 août     | 14. Armee         | Heeresgruppe Süd |
| 3 octobre   | Armee-Abteilung A | Heeresgruppe C   |
| 10 octobre  | 4. Armee          | Heeresgruppe B   |
| 20 octobre  | 2. Armee          | Heeresgruppe B   |
| 4 novembre  | 6. Armee          | Heeresgruppe B   |
| 1940        |                   |                  |
| 1er janvier | 6. Armee          | Heeresgruppe B   |
| Mars        | 12. Armee         | Heeresgruppe A   |
| Juin        | 6. Armee          | Heeresgruppe B   |
| Juillet     | 2. Armee          | Heeresgruppe C   |
| Novembre    | 11. Armee         | Heeresgruppe C   |

### Unités subordonnées

#### Unités organiques
- Arko 20
- Korps-Nachrichten-Abteilung 422
- Korps-Nachschubtruppen 422

#### Unités rattachées
2 novembre 1939
- 30. Infanterie-Division
- 56. Infanterie-Division
- 254. Infanterie-Division

15 mai 1940
- XIV. Armeekorps
- XIX. Armeekorps
- XXXXI. Armeekorps

8 juin 1940
- XIV. Armeekorps
- XVI. Armeekorps

## Sources
- XXII. Armeekorps sur Lexikon-der-wehrmacht.de